# Yingluck Shinawatra
Yingluck Shinawatra (tajlandski: ยิ่งลักษณ์ ชินวัตร, RTGS: Yinglak Chinnawat; 21. lipnja 1967. -) je tajlandska političarka koja je vršila dužnost premijera od 5. kolovoza 2011. pa do 7. svibnja 2014. godine.
Prije dolaska na vlast je bila predsjednica bangkokške tvrtke za razvoj nekretnina SC Asset Co., Ltd. Bila je poznata i kao mlađa sestra bivšeg prognanog tajlandskog premijera Thaksina Shinawatre. U ožujku 2011. godine je tajlandska oporbena stranka Pheu Thai — koja okuplja pristaše bivšeg premijera — nominirala je Yingluck kao premijerskog kandidata na parlamentarnim izborima. Njena stranka je osvojila dovoljno mjesta u Predstavničkom domu za većinsku vladu. Yingluck Shinawatra je 5. kolovoza postala prva žena na čelu Tajlanda. Dana 7. svibnja 2014. godine odstupila je na položaju premijerki Tajlanda pa ju je zamijeno Niwatthamrong Boonsongpaisan koji je postao vršitelj dužnosti premijera Tajlanda.

## Vanjske poveznice

### Mrežna mjesta
- http://www.positioningmag.com/magazine/Details.aspx?id=47433&menu=magazine,atwork
- Profile: Yingluck Shinawatra na BBC-u

### Ostali projekti
|  | Zajednički poslužitelj ima stranicu o temi Yingluck Shinawatra |